# Torre Sacrest
La Torre Sacrest és una obra noucentista d'Olot (Garrotxa) inclosa a l'Inventari del Patrimoni Arquitectònic de Catalunya.

## Descripció
És una casa envoltada de jardí, de planta rectangular, amb una alta torre de base quadrada, planta baixa i quatre pisos i teulat a quatre aigües. La casa té planta baixa i dos pisos. Les obertures del primer pis són rectangulars, bellament emmarcades per esgrafiats amb motius florals. Les del segon pis són de punt rodó i estan emmarcades per ornaments granats i esgrafiats. La façana va ser estucada i disposa de nombrosos elements ornamentals, pintats i esgrafiats, de color vermell-granatós. Ha estat restaurada.

## Història
L'eixample és un projecte promogut per Manuel Malagrida, olotí enriquit a Amèrica, que va encarregar a l'arquitecte J. Roca i Pinet l'elaboració d'una ciutat-jardí, amb zones verdes i xalets unifamiliars. A partir del Passeig de Barcelona i del riu Fluvià, dibuixà una disposició radiocèntrica de carrers amb dos focus, la plaça d'Espanya i la d'Amèrica, unides pel pont de Colom. Així es van `plantejar carrers com el de Vilanova, el Panyó i d'altres. Seran xalets bastits amb la tipologia d'eixample però realitzats a principis de segle xx.